# 日本橋久松町
日本橋久松町（日语：／ Nihonbashi-hisamatsuchō */?）是東京都中央區的地名，屬舊日本橋區。

## 歷史
前身是1617年（元和3年）脫離村松町的久松町。之後實施住居表示制度，舊日本橋久松町吸收日本橋橘町部分地區，形成現在的久松町。

### 地名由來
町名由來未知。

### 舊町名
- 日本橋橘町
- 日本橋久松町（舊）

## 地域
公園
- 久松兒童遊園

教育
- 中央區立久松小學校 - 東京都内歷史最悠久的公立小學校（同地有久松幼稚園）
- 中央區立久松幼稚園

所轄之警察署、消防署
- 久松警察署
- 日本橋消防署（所在地：日本橋兜町）

## 備註
1. ↑  町丁目別世帯数男女別人口　中央区ホームページ  平成25年8月1日現在 的存檔，存档日期2013-03-12.
2. ↑  日本橋浜町地区　中央区ホームページ 的存檔，存档日期2013-03-12.

## 外部連結
- 日本橋浜町地區 町名的由來 - 中央區官方網站內
- 久松町［人形町、濱町地區］- 中央區觀光協會
- 久松町 - 古今・江戸日本橋 日本橋”町”物語